# آباشیری، هوکایدو
آباشیری در استان هوکایدو در کشور ژاپن واقع شده است که دارای جمعیت ۴۰٬۳۴۱ نفر و مساحت ۴۷۱٫۰۰ کیلومتر مربع با تراکم جمعیت ۸۵٫۶ نفر در کیلومترمربع است و در تاریخ ۱۱ فوریه ۱۹۴۷ به عنوان شهر شناخته شد.